# Forchheim (Döbeln)
Forchheim ist ein Ortsteil der Großen Kreisstadt Döbeln im sächsischen Landkreis Mittelsachsen.

## Geografische Lage
Das Dorf liegt in einem Tal, das von Wald umgeben ist. Durch Forchheim führt eine langgezogene Straße, die Ziegra mit Döbeln verbindet. Der Ort hat rund 60 Einwohner. Die nächstgrößere Stadt ist Döbeln mit rund 24.000 Einwohnern und liegt rund vier Kilometer entfernt. Die Großstädte Dresden, Chemnitz und Leipzig liegen jeweils 40 bis 50 Kilometer weit weg.

## Geschichte
Der Ursprung der Siedlung dürfte im 14. Jahrhundert liegen. Die ersten Siedler hatten sich am Forchheimer Bach angesiedelt und rodeten den dortigen Kiefernwald. Im Dreißigjährigen Krieg war Forchheim von den Schweden besetzt. An dem kleinen Bach hatten sich in früheren Jahrhunderten mehrere Wassermühlen angesiedelt: Eine für Graupen, eine für Getreide, ein Sägewerk, eine Nagelfabrik und noch eine zweite Getreidemühle, die von der Wasserkraft betrieben wurden. Von diesen Betrieben ist heute allerdings nicht mehr viel zu sehen.
Direkt am Ortsrand liegt eine Sandgrube. Forchheimer Sand und Kies wurde beim Bau der Talsperre Kriebstein verwendet.
Im Juli 1950 wurde Forchheim nach Ziegra eingemeindet. 1994 schlossen sich die Gemeinden Ziegra und Gebersbach-Knobelsdorf zur Gemeinde Ziegra-Knobelsdorf zusammen. Ab dem Jahr 2000 gehörte diese zur Verwaltungsgemeinschaft Waldheim. Zum 1. Januar 2013 wurde die Gemeinde aufgelöst und auf die Städte Waldheim und Döbeln aufgeteilt, wobei sowohl Forchheim als auch Ziegra zu Döbeln kamen.

## Quelle
- Das kleinste Forchheim liegt doch in Mittelsachsen